# محمد بن مبارك الخليفي
الدكتور محمد بن مبارك الخليفي (مواليد 1946) هو دبلوماسي، ومحامي، ومفاوض قطري بارز. شغل منصب رئيس مجلس الشورى القطري من 27 مارس 1995 حتى 14 نوفمبر 2017.
خلال مسيرته الدبلوماسية، شغل منصب سفير دولة قطر لدى الكويت بين عامي 1972 و1981، كما عمل كسفير في وزارة الخارجية القطرية من 1981 إلى 1991. وفي عام 1990، تم تعيينه عضوًا في لمجلس الشورى القطري، قبل أن يُنتخب رئيسًا له في عام 1995. بالإضافة إلى مسيرته السياسية والدبلوماسية، كان يعمل محاميًا في محكمة التمييز القطرية.

### المسيرة الدبلوماسية والسياسية
شغل الدكتور محمد بن مبارك الخليفي منصب سفير دولة قطر لدى الكويت في الفترة ما بين 1972 و1981. بعد ذلك، عمل كسفير في وزارة الخارجية القطرية من 1981 حتى 1991.
في عام 1990، تم تعيينه عضوًا في مجلس الشورى القطري، وانتُخب رئيسًا له في عام 1995. استمر في هذا المنصب حتى عام 2017، وخلال هذه الفترة، كان يمارس أيضًا مهنة المحاماة في محكمة التمييز القطرية.